# Pidlisnyj Mukariw
Pidlisnyj Mukariw (ukr. Підлісний Мукарів) – wieś na Ukrainie, w obwodzie chmielnickim, w rejonie kamienieckim, w hromadzie Nowodunajiwci. W 2001 roku liczyła 927 mieszkańców.